# Aniba puchury-minor
Aniba puchury-minor là loài thực vật có hoa trong họ Nguyệt quế. Loài này được (Mart.) Mez miêu tả khoa học đầu tiên năm 1889.